# Campeonato Africano de Atletismo de 2018 - 20 km marcha atlética feminina
A prova da  marcha atlética 20 km feminina do Campeonato Africano de Atletismo de 2018 foi disputada no dia 5 de agosto, com chegada no Estádio Stephen Keshi,  em Asaba,  na Nigéria. 

## Recordes
Antes desta competição, os recordes mundiais e do campeonato nesta prova eram os seguintes:
|                       | Nome               | Nacionalidade | Tempo      | Local   | Data                |
| --------------------- | ------------------ | ------------- | ---------- | ------- | ------------------- |
| Recorde mundial       | Liu Hong           | China         | 1h 24m 38s | Corunha | 6 de junho de 2015  |
| Recorde do campeonato | Grace Wanjiru Njue | Quênia        | 1h 30m 43s | Durban  | 26 de junho de 2016 |
| Recorde africano      | Grace Wanjiru Njue | Quênia        | 1h 30m 40s | Nairóbi | 6 de junho de 2018  |

## Medalhistas
| Ouro                    | Prata               | Bronze               |
| Yehualeye Beletew (ETH) | Grace Wanjiru (KEN) | Chahinez Nasri (TUN) |

## Cronograma
Todos os horários são locais (UTC+1). 
| Data        | Hora  | Evento |
| ----------- | ----- | ------ |
| 5 de agosto | 07:00 | Final  |

## Resultado final
| Posição           | Atletas           | Nacionalidade | Tempo   | Notas            |
| ----------------- | ----------------- | ------------- | ------- | ---------------- |
| Medalha de ouro   | Yehualeye Beletew | Etiópia       | 1:31:46 | Recorde nacional |
| Medalha de prata  | Grace Wanjiru     | Quênia        | 1:35:54 |                  |
| Medalha de bronze | Chahinez Nasri    | Tunísia       | 1:37:28 |                  |
| 4                 | Olude Fadekemi    | Nigéria       | 1:41:16 | Recorde nacional |
| 5                 | Aynalem Eshetu    | Etiópia       | 1:42:40 |                  |
| 6                 | Beza Birhanu      | Etiópia       | 1:46:40 |                  |
| 7                 | Zelda Schultz     | África do Sul | 1:48:36 |                  |
| 8                 | Emily Ngii        | Quênia        | DNS     |                  |

Legenda
| Recorde mundial       | Recorde mundial (World record)               |                       | Recorde africano                      | Recorde africano (African) |                                           | Q | Classificado por posição (Qualified) |
| Recorde do campeonato | Recorde do campeonato (Championship record)  | Recorde da América    | Recorde da América (Americas)         | q                          | Classificado por melhor tempo (Qualified) |   |                                      |
| Melhor marca do ano   | Melhor marca do ano (World leading)          | Recorde asiático      | Recorde asiático (Asian)              | DNS                        | Não largou (Did not start)                |   |                                      |
| Recorde nacional      | Recorde nacional (National record)           | Recorde europeu       | Recorde europeu (European)            | DNF                        | Não terminou (Did not finish)             |   |                                      |
| Recorde pessoal       | Recorde pessoal do atleta (Personal best)    | Recorde da Oceania    | Recorde da Oceania (Oceania)          | DSQ / DQ                   | Desclassificado (Disqualified)            |   |                                      |
| Recorde da temporada  | Recorde da temporada do atleta (Season best) | Recorde sul-americano | Recorde sul-americano (South America) | NM                         | Sem marca (No mark)                       |   |                                      |